# HMS Temeraire (1907)
HMS Téméraire (1907) (фр. Téméraire, укр. відчайдушний) (Корабель Його Величності «Темерер») — британський лінійний корабель останній з трьох кораблів типу «Беллерофон». Учасник Першої світової війни, зокрема — Ютландскої битви.

## Історія створення
Будувався на Королівській Верфі, Девонпорті.
Замовлений в 1906 Військово-морським міністерством, на будівництво було виділено 1,641,114£. Кіль закладено 1 січня 1907 року, спущений на воду 24 серпня 1907 року, увійшов до складу британського королівського флоту  1 травня 1909 року. Хоча лінійні кораблі типу «Беллерофон» зовні мало відрізнялися від свого попередника, але були значно покращені установкою протимінних перегородок. Більш потужне допоміжне озброєння складається з 16 4 дюймових гармат встановлених в казематах надбудови, яке було здатне відбити атаку міноносця.

## Служба
Заказаний 30 жовтня 1906 року. Вступив у стрій 15 травня 1909 року і служив у Девенпорті, замінивши броненосець «Імплакабл» у складі 1-ї дивізії Флоту Метрополії. 12 червня того ж року взяв участь у Imperial Press Conference Review — огляду кораблів Атлантичного та флоту Метрополії. Після цього у червні-липні знаходився на щорічних об'єднаних маневрах в Атлантиці з кораблями зі складу Середземноморського, Атлантичного та флоту Метрополії. 17-24 липня відвідав Саутенд та Темзу. 31 липня брав участь у огляді флоту біля Коуз, проведеному Едуардом VII для російського царя. У 1911 році пройшов ремонт у Девенпорті. 
16 травня 1911 року повернувся до служби у Флоті Метрополії. 24 червня взяв участь у Коронаційному ревю - огляді флоту на честь коронації нового короля Георга V. У червні-липні біля південно-західного узбережжя Англії та Ірландії знаходився на об'єднаних маневрах за участю Атлантичного флоту та 4-ї крейсерської ескадри. В липні продовжив тренування у Атлантиці. 1 травня 1912 року 1-а дивізія стала 1-ю ескадрою лінкорів Флоту Метрополії. З 7 по 11 травня брав участь у королівському огляді флоту у Веймуті. 9 липня взяв участь у парламентському огляді флоту. Жовтень 1912 року провів у навчаннях.
У липні 1913 року відвідав Шербур з частиною кораблів 1-ї ескадри лінкорів. 15 липня 1914 року зарахований до складу 4-ї ескадри лінкорів, вийшов з флотом з Портсмуту та 16 липня прибув у Спітхед. 17-20 липня брав участь у мобілізаційних навчаннях та огляді флоту. З 20 по 25 липня був на об'єднаних навчаннях флотів. Повернувся у Портленд 25 липня, а 29 липня вийшов у Скапа-флоу. 8 серпня, з початком Першої світової війни флот Метрополії став Гранд-Флітом. Допоки вживалися заходи по захисту Скапа-Флоу від підводних човнів разом з флотом з 28 жовтня по 3 листопада провів у Лог-Свіллі, фіорді на півночі Ірландії.
18 березня 1915 року намагався безуспішно протаранити U-29 під командою Отто Веддігена, яка намагалася торпедувати «Нептун». Ледь уникнув зіткнення з «Дредноутом» який і перерізав підводний човен навпіл своїм форштевнем. Влітку 1915 пройшов ремонт у Девонпорті. У серпні повернувся до складу 4-ї ескадри лінкорів у Кромарті. 31 травня 1916 року разом з «Бенбоу», «Венгардом» Венгардом та «Беллерофонтом» у складі 4-ї дивізії 4-ї ескадри лінкорів взяв участь у Ютландській битві. Після розгортання Гранд-Фліту був п'ятнадцятим у бойовій лінії. Випустив під час бою 72 305-мм та 50 102-мм снарядів. Про влучання у якісь цілі відомостей нема, хоча це і не виключено, бо видимість під час бою була поганою, тому точно визначити хто в який корабель влучив часом було неможливо.
12 квітня 1918 року вийшов разом з «Сьюпербом» з Росайту для посилення Британської Східно-Середземноморської ескадри. Після підписання Туреччиною перемир'я 12 листопада у складі союзної ескадри пройшов через Дарданелли до Константинополя. Залишався у турецьких водах та Чорному морі до квітня 1919 року, відвідавши за цей час Ізмітську затоку, Севастополь та Хайфу.
3 квітня 1919 року був змінений «Мальборо» і відправився до дому. 23 квітня виведений в резерв у Девенпорті. 23 вересня виведений з резерву і повернувся до служби як навчального корабля для навчання кадетів, замінивши «Корнуолл» та «Камберленд». 8 жовтня вийшов з Девонпорту у перший навчальний похід. 13 листопада відвідав Пальма-де-Майорку. 11 квітня 1921 року після завершення останнього навчального рейсу прибув до Порстмуту та був замінений лінкором «Тандерер». 15 квітня вийшов з Портсмуту до Росайту та був записаний у чергу до ліквідації. Наприкінці 1921 року проданий на злам компанії Stanlee Shipbreaking Co. У лютому 1922 року «Темерейр» відбуксували до Дувру, де він був розібраний на метал.